# Moederkerk, Stellenbosch
Moederkerk (Moderkyrkan) är en kyrkobyggnad som tillhör samfundet Nederduitse Gereformeerde Kerk. Kyrkan ligger i staden Stellenbosch i Västra Kapprovinsen i sydvästra delen av Sydafrika.

## Historik
En liten träkyrka uppfördes år 1687 i stadens centrum. År 1710 förstördes kyrkan i en brand. En större kyrkobyggnad Kruiskerk färdigställdes år 1723. När antalet medlemmar blev fler gjordes några mindre utbyggnader. En betydande utbyggnad genomfördes år 1863 efter ritningar av arkitekt Carl Otto Hager. Kyrkan fick då sin nuvarande form med ett torn i nygotisk stil.

## Inventarier
- Första predikstolen tillverkades år 1721 av Adam Albertyn. Andra predikstolen tillverkades år 1853 i barockstil av snickaren Londt. Nuvarande predikstol i gotisk stil tillkom år 1863.
- Nuvarande orgel tillkom år 1953.
- Den åttakantiga dopfunten av silver är tillverkad år 1765 i Amsterdam.